# اتسوشی میاگی
اتسوشی میاگی (انگلیسی: Atsushi Miyagi؛ (زادهٔ ۱۹ اکتبر ۱۹۳۱ – درگذشتهٔ ۲۴ فوریهٔ ۲۰۲۱) یک تنیس‌باز اهل ژاپن بود.